# Chavannes-le-Chêne
Chavannes-le-Chêne ist eine politische Gemeinde im Distrikt Jura-Nord vaudois des Kantons Waadt in der Schweiz.

## Geographie
Chavannes-le-Chêne liegt auf 660 m ü. M., 11 km östlich der Bezirkshauptstadt Yverdon-les-Bains (Luftlinie). Das Haufendorf erstreckt sich im Molassehügelland des nördlichen Waadtländer Mittellandes, am oberen östlichen Talhang des Baches Ruisseau des Vaux.
Die Fläche des 4,0 km² grossen Gemeindegebiets umfasst einen Abschnitt des Hügellandes zwischen dem Neuenburgersee und dem Broyetal. Die südwestliche Grenze des Gebietes bildet das tief in die Molasseschichten eingeschnittene Kerbtal des Ruisseau des Vaux. Nach Nordosten erstreckt sich der Gemeindeboden über ein leicht gewelltes Hochplateau bis in das Quellgebiet des Bainoz (Zufluss der Petite Glâne). Das Plateau wird im Norden von der Höhe Les Râpes (698 m ü. M.), im Südosten vom Bois du Mont begrenzt, an dessen Hang mit 720 m ü. M. der höchste Punkt von Chavannes-le-Chêne erreicht wird. Von der Gemeindefläche entfielen 1997 5 % auf Siedlungen, 13 % auf Wald und Gehölze und 82 % auf Landwirtschaft.
Zu Chavannes-le-Chêne gehören der südlich des Dorfes gelegene Weiler La Ruchille (665 m ü. M.) sowie einige Einzelhöfe. Nachbargemeinden von Chavannes-le-Chêne sind Rovray, Molondin, Chêne-Pâquier, Champtauroz und Treytorrens (Payerne) im Kanton Waadt sowie Estavayer und Cheyres-Châbles im Kanton Freiburg.

## Bevölkerung
Mit 318 Einwohnern (Stand 31. Dezember 2023) gehört Chavannes-le-Chêne zu den kleinen Gemeinden des Kantons Waadt. Von den Bewohnern sind 90,1 % französischsprachig, 5,2 % deutschsprachig und 2,2 % portugiesischsprachig (Stand 2000). Die Bevölkerungszahl von Chavannes-le-Chêne belief sich 1850 auf 331 Einwohner, 1900 auf 384 Einwohner. Danach wurde aufgrund starker Abwanderung bis 1970 eine Abnahme um fast 50 % auf 201 Einwohner verzeichnet; seither bleibt die Bevölkerungszahl ziemlich stabil bei 230 Einwohnern.

## Wirtschaft
Chavannes-le-Chêne lebt noch heute hauptsächlich von der Landwirtschaft, insbesondere vom Ackerbau, vom Obstbau und von der Viehzucht. Ausserhalb des primären Sektors sind nur relativ wenige Arbeitsplätze im lokalen Kleingewerbe und im Dienstleistungssektor vorhanden. Früher gab es bei Chavannes-le-Chêne Steinbrüche, in denen Muschelkalk abgebaut wurde, im 18. Jahrhundert bestand eine Gerberei. Einige Erwerbstätige sind auch Wegpendler, die vor allem in Yverdon arbeiten.

## Verkehr
Die Gemeinde liegt abseits grösserer Durchgangsstrassen an einer Verbindungsstrasse von Yvonand in das Tal der Broye. Durch einen Postautokurs, der vom Bahnhof Yvonand aus die Gemeinden des Hinterlandes bedient, ist Chavannes-le-Chêne an das Netz des öffentlichen Verkehrs angebunden.

## Geschichte
Überreste von Siedlungsplätzen und Felszeichnungen im Vallon des Vaux aus dem Neolithikum belegen eine sehr frühe Besiedlung des Gemeindegebietes. Auch aus dem Frühmittelalter sind Spuren bekannt. Die erste urkundliche Erwähnung des Ortes erfolgte 1334 unter dem Namen Chavanes. Der Ortsname leitet sich vom vulgärlateinischen capanna (Hütte, kleiner Hof) ab.
Seit dem Mittelalter unterstand Chavannes-le-Chêne der Herrschaft Saint-Martin-du-Chêne. Im 16. Jahrhundert wurde es deren Mittelpunkt. Mit der Eroberung der Waadt durch Bern im Jahr 1536 kam Chavannes-le-Chêne unter die Verwaltung der Landvogtei Yverdon. Nach dem Zusammenbruch des Ancien Régime gehörte das Dorf von 1798 bis 1803 während der Helvetik zum Kanton Léman, der anschliessend mit der Inkraftsetzung der Mediationsverfassung im Kanton Waadt aufging. 1798 wurde es dem Bezirk Yverdon zugeteilt.

## Sehenswürdigkeiten
Der heutige Bau der Kapelle Sainte-Marie-Madeleine, bereits 1320 erwähnt, stammt zum grossen Teil aus dem 18. Jahrhundert; letztmals wurden 1950 Renovationen durchgeführt. Im Ortskern sind einige typische Bauernhäuser aus dem 18. und 19. Jahrhundert erhalten.
Nördlich des Dorfes, inmitten der landwirtschaftlichen Flächen, liegt ein gallo-römischer Steinbruch. Er ist heute ein geschütztes Denkmal, weil er Abbauspuren zeigt, die auf seine Nutzung zur Mühlsteingewinnung hinweisen. Mit einigen aufgestellten Tafeln wird dem Besucher das Prinzip und Ausmaß der Mühlsteinproduktion erläutert und gleichzeitig ein Einblick in die gallo-römische Infrastruktur der  Region gegeben. Ein Teil der heute sichtbaren Spuren stammt aus einer jüngeren Gewinnungsepoche.